# Escharoides coccinea
Escharoides coccinea är en mossdjursart som först beskrevs av Abildgaard 1806.  Escharoides coccinea ingår i släktet Escharoides och familjen Exochellidae. Inga underarter finns listade i Catalogue of Life.